# Kurzovní chata
Kurzovní chata (Sporthotel Kurzovní) je jednou ze tří původních turistických chat v oblasti Pradědu v Hrubém Jeseníku. Již v roce 1887 nechala Pastevecká společnost z Velkých Losin postavit na místě dnešní chaty tzv. Novou Švýcárnu, která však brzy zanikla. V roce 1921 zde byly vybudovány stáje, které sloužily různým účelům až do druhé světové války, po níž postupně chátraly. V letech 1952-1955 byla jedna ze staveb přestavěna na lyžařské výcvikové středisko (odtud název). S rostoucím turistickým ruchem došlo k rozhodnutí chatu zcela přestavět - stará budova byla stržena roku 1980, nový hotel v dnešní podobě byl otevřen v roce 1987.

Po rozsáhlé rekonstrukci byla Kurzovní chata v roce 2022 přejmenována na Hotel Petrovy kameny.